# Oorlogswet voor Nederland
De Oorlogswet voor Nederland is een Nederlandse wet die vastgesteld is in 1996. De wet kwam in de plaats van een eerdere wet met dezelfde naam uit 1964. Doel is de buitengewone bevoegdheden van het militair gezag en van het burgerlijk gezag te regelen als een beperkte noodtoestand of de algemene noodtoestand worden afgekondigd. Voor 1996 waren de wettelijke termen "staat van oorlog" of "staat van beleg". Bij de staat van beleg waren de buitengewone bevoegdheden het meest vergaand.

## Uitvoering door het Rijk en de krijgsmacht
De regering kan op voordracht van de minister-president via een koninklijk besluit de wet in werking laten treden. Daarmee zijn de volgende buitengewone bevoegdheden mogelijk voor de minister van Defensie en de krijgsmacht:
- Inlichtingen verlangen en inzage vorderen van documenten en computerbestanden
- Toegang tot of het gebruik van bepaalde gebouwen, verblijfplaatsen of terreinen verbieden
- Het vertoeven in de open lucht beperken
- Het via een verordening verbieden van het hebben en verspreiden van ideeën op papier of via films
- Het verbieden van openbare samenkomsten en van niet-openbare bijeenkomsten van meer dan 10 personen
- Het tewerkstellen van niet-militairen boven de 18 jaar zonder toepassing van het arbeidsrecht
- Het afwijken van de Wet op de lijkbezorging
- Het fouilleren van mensen aan de kleding en van mensen die een gevaar vormen aan het lichaam
- Het interneren van mensen die een gevaar vormen
- Het verplaatsen van gevangenen uit gevangenissen naar andere bewaarplaatsen
- Gebieden te ontruimen en/of objecten wegruimen die de krijgsmacht in de weg staan
- Verkeer binnen een gebied te regelen
- Het verlaten van een gebied verbieden van zaken en van niet-militairen die voor de verdediging nuttig kunnen zijn
- Het aanbrengen van veranderingen in, aan of op terreinen en opstallen voor te schrijven, te beperken of te verbieden,
- Het vorderen van wapens, explosieven, gevaarlijke stoffen, telecomvoorzieningen en anders regelen van postbezorging, het onbruikbaar maken van spoorwegen.

Een militair is bevoegd hierbij geweld te gebruiken als het doel dit, mede gelet op de aan het gebruik van geweld verbonden gevaren, rechtvaardigt en dat doel niet op een andere wijze kan worden bereikt. Aan het geweld gaat zo mogelijk een waarschuwing vooraf en het moet in verhouding tot het doel redelijk en gematigd te zijn.

## Uitvoering door provincies en gemeenten
Bestuurders en ambtenaren van de overheid zijn verplicht aanwijzingen van het militair gezag op te volgen. Uitzonderingen zijn aan de leden van de Hoge Colleges van Staat, ministers en rechters.
De commissaris van de Koning en de burgemeesters roepen geen bijstand in van de Koninklijke Marechaussee of van andere onderdelen van de krijgsmacht, maar kunnen voor handhaving van de openbare orde en veiligheid een verzoek aan de Minister van Defensie doen of in geval van de beperkte of de algemene noodtoestand aan het militair gezag.
Het militair gezag kan alle bevoegdheden onder andere van de burgemeester en van de commissaris van de Koning voor de handhaving van de openbare orde en veiligheid en bij bestrijding van branden, rampen en zware ongevallen aan zich trekken of een andere overheid daarmee belasten.

## Kosten en middelen
Bij een aantal bevoegdheden kan de rechthebbende als schade is geleden schadeloos gesteld worden via een aanvraag bij de minister van Defensie volgens van tevoren door het rijk vastgestelde regels en tarieven.
Als een zaak in eigendom wordt gevorderd, gaat de eigendom op het tijdstip over.